# مجلس مدارس مستقبلي الكاثوليكي

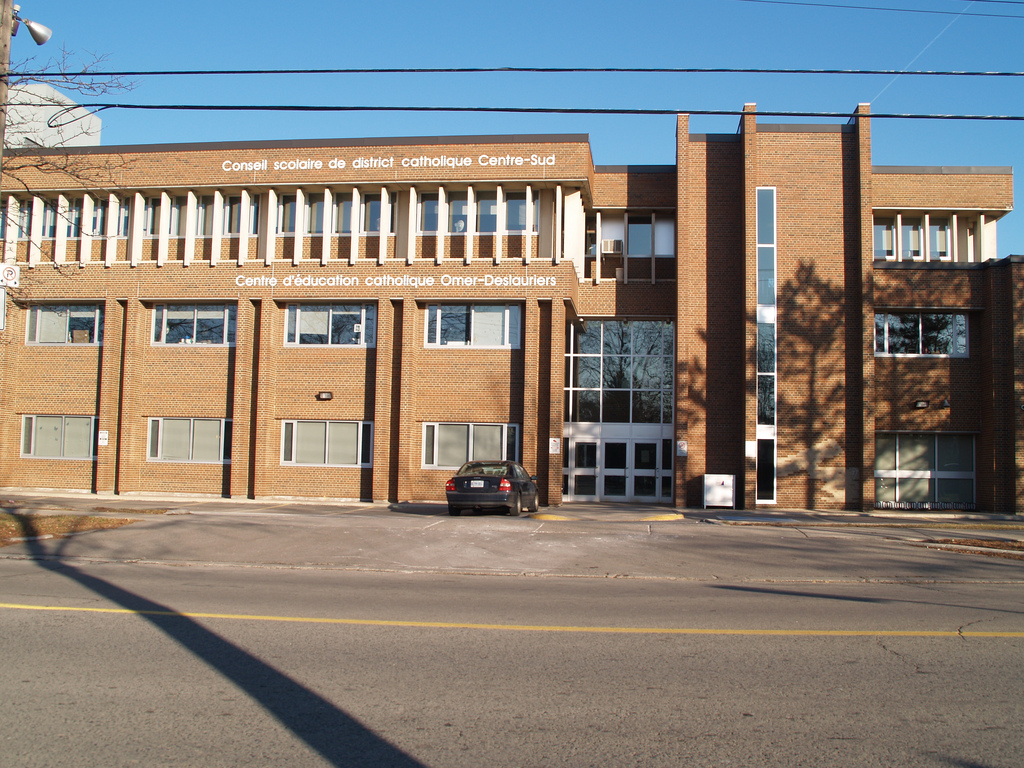
Centre d'éducation catholique Omer-Deslauriers، مقر المقاطعة

مجلس مدارس مستقبلي الكاثوليكي ((بالإنجليزية: Conseil scolaire catholique MonAvenir)‏ سابقاً مجلس مدارس الإقليم الكاثوليكي بالجنوب الأوسط (بالإنجليزية: Conseil scolaire de district catholique Centre-Sud)‏) هو مجلس مدارس كاثوليكي فرنسي للمنطقة الجنوبية الغربية من أونتاريو كندا؛ مقر المجلس في نورث يورك تورونتو أونتاريو كندا؛ المجلس لدية 50 مدرسة إجمالا في كل المنطقة الجنوبية لأونتاريو من باري إلى ويلاند؛ المجلس تم إنشاؤه عام 1953 تحت اسم Le Conseil Des Ecoles Catholiques Du Grand Toronto وتمت إعادة تنظيمه عام 1958 تحت اسم Conseil scolaire de district catholique Centre-Sud مما أدى لانفصال المدارس التي تدرس باللغة الفرنسية عن تلك التي تدرس باللغة الإنجليزية.

## وصلات خارجية
- موقع مجلس المدارس (بالإنجليزية)
- موقع مجلس المدارس (بالفرنسية)
- مجلس مدارس الإقليم الكاثوليكي بالجنوب الأوسط على موقع واي باك مشين (archive index) (بالإنجليزية)
- مجلس مدارس الإقليم الكاثوليكي بالجنوب الأوسط على موقع واي باك مشين (archive index) (بالفرنسية)
  - عائلة واحدة ومتعاونة...إنها عائلتك!" (بالعربية)